# Melk (Herrschaft)

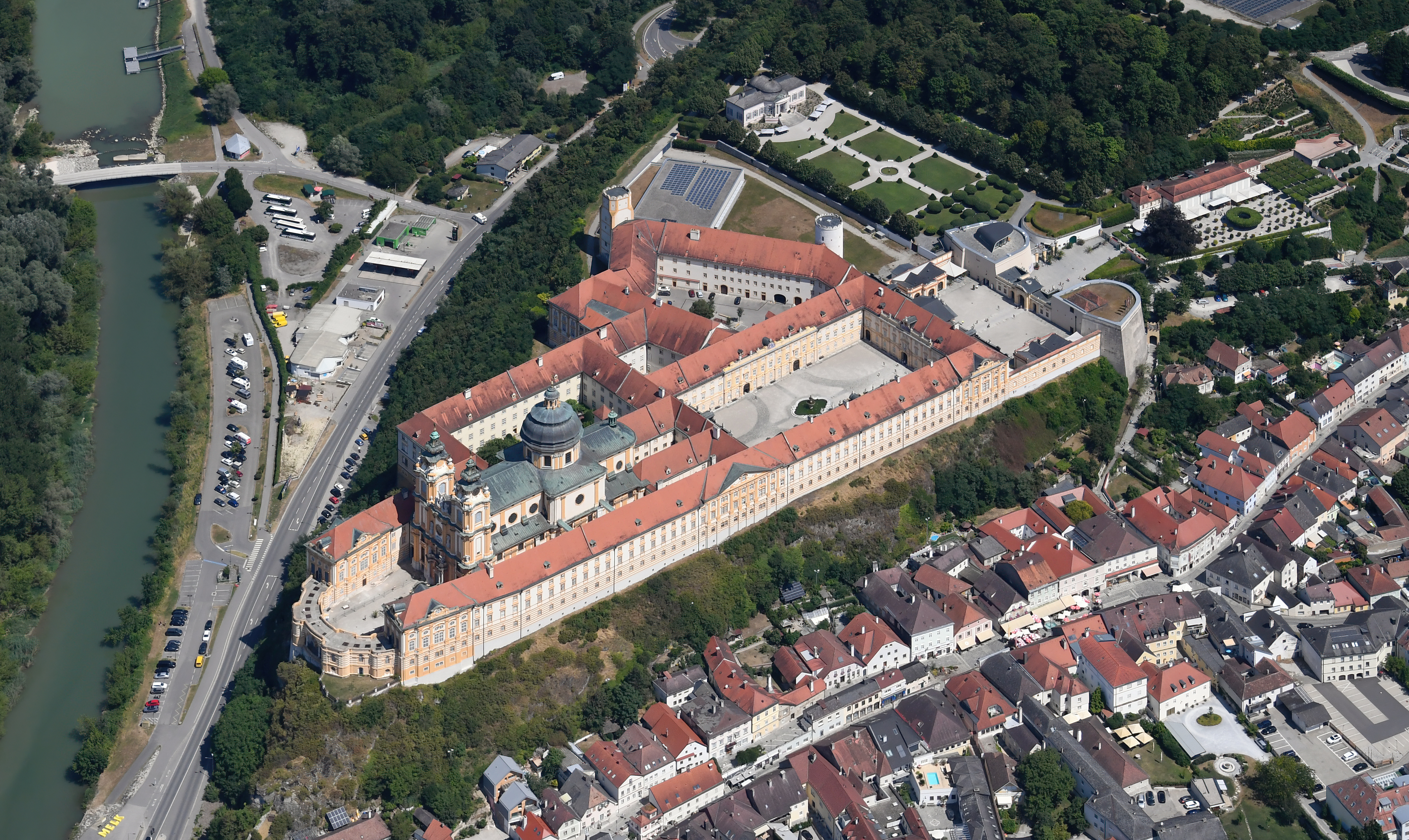
Stift Melk, Sitz der Verwaltung (2023)

Die Herrschaft Melk war eine Grundherrschaft im Viertel ober dem Wienerwald im Erzherzogtum Österreich unter der Enns, dem heutigen Niederösterreich.

## Ausdehnung
Die Herrschaft, zu der auch die Güter Pilach und Weichselbach zählten, umfasste zuletzt die Ortsobrigkeit über Melk, Wieden, Spielberg, Freiningau, Schrattenbruck, Pöverding, Rosenfeld, Kollaprill, Pilach, Pilachberg, Ursprung, Thall, Neuhofen, Lanzing, Rohr, Distelburg, Petersberg, Großweichselbach, Wegscheid, Reith, Kühberg, Kleinweichselbach, Landfriedstetten, Kendel, Dollbach, Schellenbach, Breiteneich, Kettenreith, Hannau, Loitsdorf, Buchgraben, Rührsdorf, Loitsdorf, Ruttersdorf, Anzenbach, Bach, Poppendorf, Hagberg, Lehen, Klein-Aigen, Dörfl, Gloßbach, Gugelberg, Braunöd, Wiesenöd, Hummelbach, Groß-Aigen, Gartling, Feld, Horenöd, Massendorf und Mayerhöfen. Der Sitz der Verwaltung befand sich im Stift Melk.

## Geschichte
Der letzte Inhaber der Stiftsherrschaft war Wilhelm Eder in seiner Funktion als Abt von Stift Melk. Nach den Reformen 1848/1849 wurde die Herrschaft aufgelöst.